# Richard Pankhurst (avocat)
Pour les articles homonymes, voir Pankhurst.
Cet article concerne l'avocat. Pour l'historien, voir Richard Pankhurst (historien).
Richard Pankhurst (né en 1835 ou 1836 à Stoke-on-Trent et décédé le 5 juillet 1898 à Manchester) est un avocat, homme politique et féministe anglais. Il est l'époux d'Emmeline Pankhurst et donc le père de Christabel et Sylvia Pankhurst.

## Enfance et études
Richard Pankhurst est le quatrième enfant (et second fils) de Henry Francis Pankhurst (1808–1873), un commissaire priseur et de son épouse  Margaret Marsden (1803–1879). En 1847, la famille s'installe à Manchester. Richard y commence ses études dans la Manchester Grammar School avant d'aller au Owens College, un établissement universitaire pour les dissidents non-anglicans. Il s'y fait remarquer autant pour ses qualités intellectuelles que pour son engagement politique radical. Il termine brillamment son droit avec un doctorat de l'université de Londres en 1863 (il est dès lors surnommé « docteur Pankhurst ») et devient avocat en 1867 à Lincoln's Inn.

## Engagement politique
Dès sa jeunesse à Manchester, il se fait connaître par ses engagements radicaux : pour une réforme de la loi sur les faillites ; pour la formation continue ; contre la monarchie et le poids de l'Église anglicane. Dès 1867, il adhère à la Manchester National Society for Women's Suffrage fondée par Elizabeth Wolstenholme et Lydia Becker. Il milite pour le droit de vote des femmes, pour leur capacité en justice ou pour leur droit à la propriété.
Il rencontre alors Emmeline Goulden et ils se marient le 18 décembre 1879. Ils ont cinq enfants : Christabel Harriette ; (Estelle) Sylvia ; Francis Henry (1884–1888) ; Adela Constantia Mary et Henry Francis (1889–1910).
Richard Pankhurst se présente sans succès aux législatives de 1883 et 1885 à Manchester. En 1886, la famille déménage à Londres où il adhère à la Fabian Society. Après le Bloody Sunday du 13 novembre 1887, il participe à la Law and Liberty League fondée par Annie Besant et William Thomas Stead. De retour à Manchester en 1893, il se rapproche de James Keir Hardie et adhère à l’Independant Labour Party. Il se présente à nouveau sans succès aux législatives en 1895.
Il meurt d'un ulcère à l'estomac chez lui en 1898.